# Селянин, Глеб Иванович
Глеб Иванович Селянин (12 марта 1926 — 30 декабря 1984) — советский российский актёр театра и кино, режиссёр телеспектаклей и сценарист.

## Биография

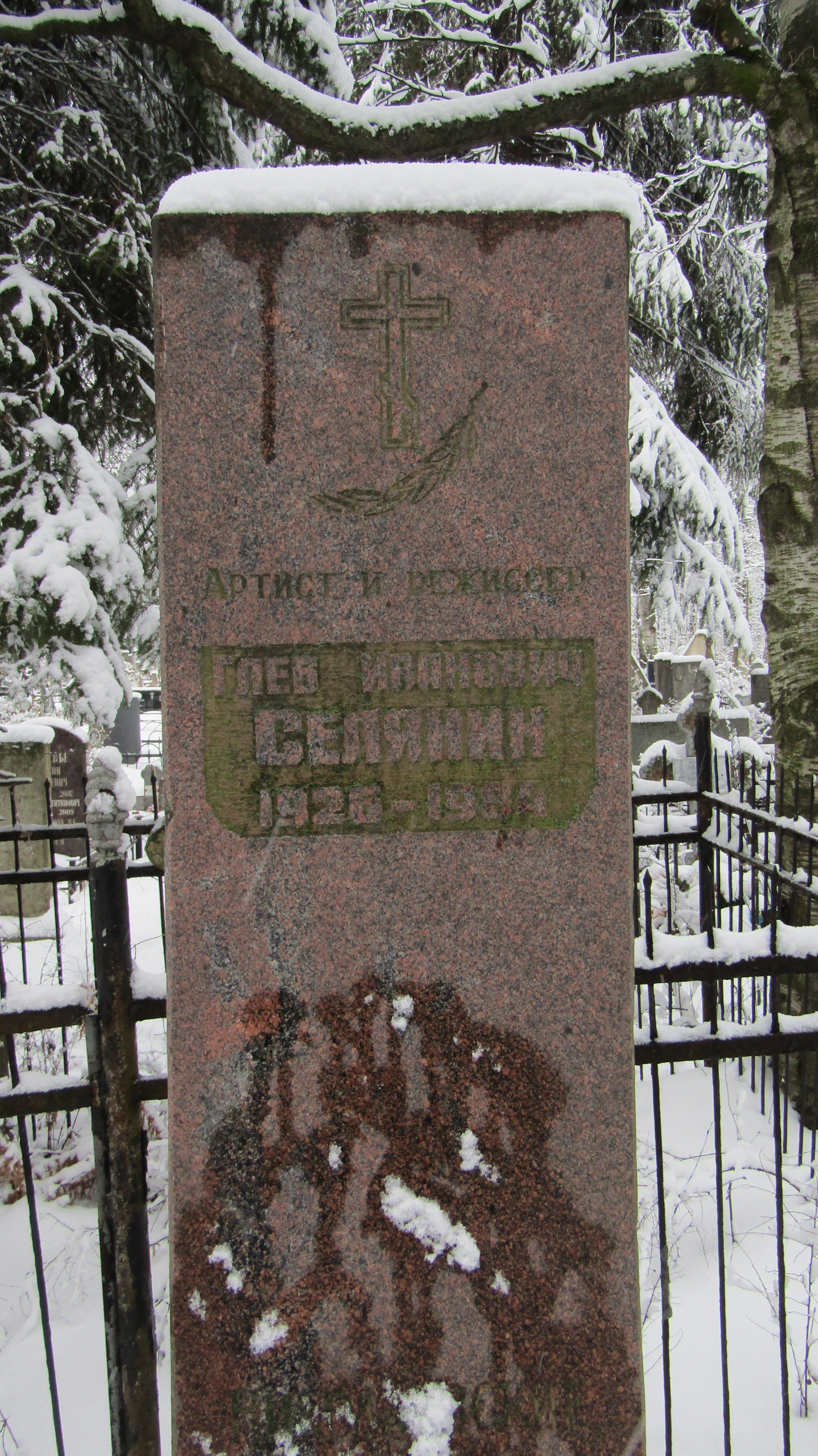
Могила Селянина Г. И. Серафимовское кладбище, Санкт-Петербург.

Родился в Ленинграде 12 марта 1926 года в семье заслуженного артиста РСФСР Ивана Семёновича Селянина (1904—1976).
В 1952 году окончил режиссёрское отделение Ленинградского театрального института имени А. Н. Островского. Одновременно с учёбой в институте получил возможность выступать на сцене Ленинградского Государственного академического театра драмы имени А. С. Пушкина, что позволило ему освоить ещё и актёрскую профессию. По окончании института был распределён в Новгород, где стал работать режиссёром в местном драматическом театре. Вскоре вернулся в Ленинград, где вошёл в труппу Ленинградского Государственного театра имени Ленинского Комсомола, главным режиссёром которого был Г. А. Товстоногов. Был занят почти во всех известных спектаклях тех лет. В феврале 1956 года Товстоногов ушёл в Большой драматический театр имени М. Горького, а Селянин перешёл на работу в детскую редакцию Ленинградского телевидения, где им как режиссёром было поставлено около трёх десятков фильмов-спектаклей, в том числе и по собственным сценариям.
Свои первые роли в большом кино сыграл в 1955 году — снялся в трёх картинах киностудии «Ленфильм»: короткометражке «Гвоздь программы» режиссёра Николая Лебедева, полнометражной «Неоконченная повесть» режиссёра Фридриха Эрмлера и, вместе со своим отцом, в криминальной мелодраме режиссёра Иосифа Хейфица «Дело Румянцева». После этого последовали и другие роли, в том числе и в фильме «Пятеро с неба» режиссёра Владимира Шределя, где Селянин сыграл роль командира разведгруппы капитана Ивана Минаева.
Начиная с 1972 года полностью сосредоточился на работе в детской редакции Ленинградского телевидения. Спустя семь лет стал одним из авторов детской телевизионной передачи «Сказка за сказкой», в которой показывали телевизионные спектакли-сказки, режиссёром-постановщиком многих из них был, в том числе, и сам Г. И. Селянин.
Скончался 30 декабря 1984 года в Ленинграде. Похоронен на Серафимовском кладбище Ленинграда (Санкт-Петербурга).
О Г. И. Селянине упоминают в своих мемуарах его друзья юности литературовед Бенедикт Сарнов («Скуки не было»), актёр и режиссёр Михаил Козаков («Актёрская книга»).

## Семья
- Первая жена — Агния Борисовна Елекоева (1929—2024), актриса Театра имени Ленсовета.
  - Дочь — Ольга Селянина (род. 1956), актриса.
- Вторая жена — Галина Александровна Крахмальникова (1926, Харьков — 2005, Цфат), приходилась двоюродной сестрой литератору и правозащитнице Зое Александровне Крахмальниковой.

## Фильмография

#### Актёр
- 1955 — Гвоздь программы (короткометражный) — Сеня Перепёлкин
- 1955 — Неоконченная повесть — Володя, студент
- 1957 — Всего дороже
- 1957 — Ленинградская симфония — пилот
- 1957 — Сердце матери — Потапов в молодости
- 1958 — Дом напротив (короткометражный) — Василий Нежин
- 1959 — Живёт на свете женщина (фильм-спектакль) — Виктор
- 1959 — Театр зовёт (короткометражный) — Митя
- 1965 — Страх и отчаяние в Третьей империи (фильм-спектакль) — солдат гитлерюгенда
- 1969 — Пятеро с неба — капитан Иван Минаев, командир разведгруппы
- 1972 — Ижорский батальон — комиссар батальона

#### Режиссёр
- 1964 — Песня про купца Калашникова (телеспектакль по поэме М. Ю. Лермонтова)
- 1964 — Песочные часы (телеспектакль по сказке В. Каверина)
- 1965 — Сказка (телеспектакль по пьесе М. Светлова)
- 1966 — Лошадь без головы (телеспектакль по повести П. Берна)
- 1967 — Захудалое королевство (телеспектакль по сказкам Йозефа Лады) — 1-я версия
- 1967 — Будьте здоровы, ваше высочество! (телеспектакль по повести Л. Кассиля)
- 1967 — Люба (телеспектакль)
- 1968 — Сказка о Мите и Маше, о Весёлом трубочисте и Мастере Золотые Руки (телеспектакль по сказке В. Каверина)
- 1970 — Говорящая машина (телеспектакль по сказке Дж. Крюса)
- 1970 — Двадцать седьмой неполный (телеспектакль по пьесе Ю. Принцева)
- 1970 — Тим Талер, или Проданный смех (телеспектакль по повести Дж. Крюса)
- 1971 — Две чаши весов (телеспектакль)
- 1971 — Мир, открытый настежь (телеспектакль по произведениям Э. Багрицкого)
- 1971 — Сколько будет дважды два? (телеспектакль)
- 1973 — В добрый час! (телеспектакль по пьесе В. Розова)
- 1973 — Я и Мишка (телеспектакль по рассказам В. Драгунского)
- 1975 — Мишка и я (телеспектакль по рассказам В. Драгунского)
- 1975 — Светлячки идут в поход (телеспектакль)
- 1977 — Человек-невидимка (телеспектакль по роману Г. Уэллса)
- 1978 — Захудалое королевство (телеспектакль по сказкам Йозефа Лады) — 2-я версия
- 1978 — Командировка в юность (телеспектакль по рассказам В. Ерашова)
- 1979 — Как папа был маленьким (телеспектакль по рассказам А. Раскина)
- 1979 — Храбрый портняжка (телеспектакль из цикла «Сказка за сказкой»)
- 1980 — Жан Суффле (телеспектакль из цикла «Сказка за сказкой»)
- 1980 — Царевна-лягушка (телеспектакль из цикла «Сказка за сказкой»)
- 1980 — Сказка о громком барабане (телеспектакль по сказке С. Могилевской)
- 1981 — Объявлен розыск... (телеспектакль по повести Н. Леонова)
- 1981 — Синяя ворона (телеспектакль по повести Р. Погодина)
- 1981 — Страницы кондуита (телеспектакль по повести Л. Кассиля)
- 1982 — Похищение чародея (телеспектакль по повести Кира Булычёва)
- 1982 — Прощай, Швамбрания! (телеспектакль по повести Л. Кассиля)
- 1983 — Оловянные кольца (телеспектакль по пьесе Т. Габбе)
- 1983 — Гвоздь из родного дома (телеспектакль из цикла «Сказка за сказкой»)
- 1983 — Солдат и Алёнушка (телеспектакль из цикла «Сказка за сказкой»)
- 1984 — Белое – чёрное (телеспектакль из цикла «Сказка за сказкой»)
- 1984 — Сварливая жена (телеспектакль из цикла «Сказка за сказкой»)
- 1984 — Пусть цветёт иван-чай (телеспектакль по повести Н. Фёдорова)
- 1984 — Шут Гонелла (телеспектакль из цикла «Сказка за сказкой»)

#### Сценарист
- 1967 — Захудалое королевство (телеспектакль по сказкам Йозефа Лады)
- 1981 — Объявлен розыск... (телеспектакль по повести Н. Леонова)
- 1981 — Страницы кондуита (телеспектакль по повести Л. Кассиля)
- 1982 — Похищение чародея (телеспектакль по повести Кира Булычёва)

#### Озвучивание
- 1957 — Моя ошибка (дублирует К. Джолдошева)